# ساندي ستيفنز
ساندي ستيفنز (بالإنجليزية: Sandy Stephens)‏ هو لاعب كرة قدم أمريكية ولاعب كرة القدم الكندية أمريكي، ولد في 21 سبتمبر 1940 في يونيونتاون في الولايات المتحدة، وتوفي في 6 يونيو 2000 في بلومنغتون في الولايات المتحدة.

## وصلات خارجية
- ساندي ستيفنز على موقع JustSportsStats.com (الإنجليزية)